# Nowe przygody Lucky Luke’a
Nowe przygody Lucky Luke’a, Lucky Luke, tytuł oryginalny fr. Les Nouvelles Aventures de Lucky Luke (ang. The New Adventures of Lucky Luke), 2001–2003 – francusko-kanadyjski serial animowany.

## Fabuła
Serial opowiada o przygodach słynnego kowboja – Lucky Luke’a, który podróżuje po Dzikim Zachodzie na swoim koniu Wesołku (org. Jolly Jumper), który jest bardzo inteligentnym zwierzęciem. Luke ma też głupiego psa o imieniu Rintindamp (org. Rantanplan), który jest całkowitym przeciwieństwem Wesołka.

## Odcinki
| N/o            | Polski tytuł (Fox Kids/Jetix)     | Polski tytuł (Teletoon+)          | Angielski tytuł                  | Francuski tytuł                   |
| -------------- | --------------------------------- | --------------------------------- | -------------------------------- | --------------------------------- |
|                |                                   |                                   |                                  |                                   |
| SERIA PIERWSZA |                                   |                                   |                                  |                                   |
|                |                                   |                                   |                                  |                                   |
| 01             | Indiańska ruletka                 | Indiańska ruletka                 | Indian Roulette                  | Roulette Indienne                 |
|                |                                   |                                   |                                  |                                   |
| 02             | Ostatnie bizony                   | Ostatnie bizony                   | The Last Of The Buffalo          | Les derniers bisons               |
|                |                                   |                                   |                                  |                                   |
| 03             | Skarb Daltonów                    | Skarb Daltonów                    | The Daltons Treasure             | Le trésor des Dalton              |
|                |                                   |                                   |                                  |                                   |
| 04             | Niech żyje Holly Woods            | Niech żyje Holly Woods            | Hurray For Holly Woods           | Lumière dans l’ouest              |
|                |                                   |                                   |                                  |                                   |
| 05             | Lucky Luke spotyka Lucky Luke’a   | Lucky Luke spotyka Lucky Luke’a   | Lucky Luke Meets Lucky Luke      | Lucky Luke contre Lucky Luke      |
|                |                                   |                                   |                                  |                                   |
| 06             | Lucky Luke kontra Sherlock Holmes | Lucky Luke kontra Sherlock Holmes | Lucky Luke Vs. Sherlock Holmes   | Les Dalton contre Sherlock Holmes |
|                |                                   |                                   |                                  |                                   |
| 07             | Towarzysze Daltonowie             | Lepszy świat dla Daltonów         | Flower Power For The Daltons     | Ni Dalton Ni Maitre               |
|                |                                   |                                   |                                  |                                   |
| 08             | Liki Liki                         | Liki Liki                         | Liki Liki                        | Liki Liki                         |
|                |                                   |                                   |                                  |                                   |
| 09             | Książęca misja                    | Następcy tronu                    | The Clown Princes                | Les Heritiers                     |
|                |                                   |                                   |                                  |                                   |
| 10             | Latający kowboj                   | Latający kowboj                   | The Flying Cowboy                | L’homme Volant                    |
|                |                                   |                                   |                                  |                                   |
| 11             | Twierdza generała Custera         | Fort Custera                      | Fort Custer                      | Fort Custer                       |
|                |                                   |                                   |                                  |                                   |
| 12             | Gwiazdka Daltonów                 | Gwiazdka Daltonów                 | The Daltons Christmas            | Le Noël des Dalton                |
|                |                                   |                                   |                                  |                                   |
| 13             | Czterysta tysięcy za Daltonów     | Nagroda za Daltonów               | For A Fistful Of Daltons         | Pour une Poignee de Dalton        |
|                |                                   |                                   |                                  |                                   |
| 14             | Daltonowie wśród Indian           | Daltonowie Indianami              | The Daltons Go Native            | Les Indiens Dalton                |
|                |                                   |                                   |                                  |                                   |
| 15             | Nowy tatuś Daltonów               | Nowy tatuś Daltonów               | A New Dad For The Daltons        | Un papa pour les Dalton           |
|                |                                   |                                   |                                  |                                   |
| 16             | Niezniszczalne kajdanki           | Niezniszczalne kajdanki           | Cuff Love                        | Les Dalton se déchaînent          |
|                |                                   |                                   |                                  |                                   |
| 17             | Sępy nad prerią                   | Sępy nad prerią                   | Vultures Over The Prairie        | Vautours dans la plaine           |
|                |                                   |                                   |                                  |                                   |
| 18             | Nieszczęśliwa miłość              | Niespełnione obietnice            | Unlucky In Love                  | Les Promises                      |
|                |                                   |                                   |                                  |                                   |
| 19             | Duchy i kobzy                     | Duchy i dudy                      | Ghosts And Bagpipes              | Fantômes et cornemuses            |
|                |                                   |                                   |                                  |                                   |
| 20             | Związek zawodowy zbójców          | Związek desperadów                | Desperados Union                 | Desperados Union                  |
|                |                                   |                                   |                                  |                                   |
| 21             | Komandor                          | Komodor                           | The Commodore                    | Le commodore                      |
|                |                                   |                                   |                                  |                                   |
| 22             | Lucky Luke na Alasce              | Lucky Luke na Alasce              | Lucky Luke In Alaska             | Lucky Luke en Alaska              |
|                |                                   |                                   |                                  |                                   |
| 23             | Bitwa                             | Bitwa                             | The Battle                       | La bataille                       |
|                |                                   |                                   |                                  |                                   |
| 24             | Sprawiedliwość dla Daltonów       | Sprawiedliwość dla Daltonów       | Justice For The Daltons          | Justice pour les Dalton           |
|                |                                   |                                   |                                  |                                   |
| 25             | Don Kichot z Teksasu              | Don Kichot z Teksasu              | Don Quixote Del Texas            | Don Quichotte del Texas           |
|                |                                   |                                   |                                  |                                   |
| 26             | Poszukiwana                       | Poszukiwana                       | A Wanted Woman                   | La cavale                         |
|                |                                   |                                   |                                  |                                   |
| SERIA DRUGA    |                                   |                                   |                                  |                                   |
|                |                                   |                                   |                                  |                                   |
| 27             | Podwójni Daltonowie               | Podwójna dawka Daltonów           | The Daltons See Double           | Les Dalton voient double          |
|                |                                   |                                   |                                  |                                   |
| 28             | Zakazana miłość                   | Zakazany romans                   | Forbidden Romance                | Romance indienne                  |
|                |                                   |                                   |                                  |                                   |
| 29             | Lola Montes                       | Lola Montes                       | Lola Montes                      | Lola Montès                       |
|                |                                   |                                   |                                  |                                   |
| 30             | Czy to Marsjanie?                 | Teoria o Marsjanach               | Do You Believe In Martians?      | La théorie martienne              |
|                |                                   |                                   |                                  |                                   |
| 31             | Złoto dla Daltonów                | Złoto dla Daltonów                | Jackpot For The Daltons          | Jackpot pour les Dalton           |
|                |                                   |                                   |                                  |                                   |
| 32             | Bestia z Alabamy                  | Bestia z Alabamy                  | The Beast Of Alabama             | La bête de l’Alabama              |
|                |                                   |                                   |                                  |                                   |
| 33             | Latający Daltonowie               | Wysokie loty Daltonów             | High Flying Daltons              | Les Dalton montent en l’air       |
|                |                                   |                                   |                                  |                                   |
| 34             | Szpiedzy                          | Szpiedzy                          | The Spies                        | Les espions                       |
|                |                                   |                                   |                                  |                                   |
| 35             | Billy Kid i jego banda            | Billy Kid i spółka                | Kid And The Gang                 | Le gang des loupiots              |
|                |                                   |                                   |                                  |                                   |
| 36             | Generał Custer na prezydenta      | Custer na prezydenta              | Custermania                      | Custermania                       |
|                |                                   |                                   |                                  |                                   |
| 37             | Najważniejszy jest pacjent        | Wojna doktorów                    | The War Of The Docs              | La guerre des toubibs             |
|                |                                   |                                   |                                  |                                   |
| 38             | Daltonowie kowbojami              | Daltonowie kowbojami              | The Daltons Go Cowboy            | Les Dalton cow-boys               |
|                |                                   |                                   |                                  |                                   |
| 39             | Ukochana Berta                    | Działo dla Daltonów               | A Cannon For The Daltons         | Un canon pour les Dalton          |
|                |                                   |                                   |                                  |                                   |
| 40             | Dalton dobroczyńcą                | Dobroczynni Daltonowie            | The Chirtable Daltons            | Charity Dalton                    |
|                |                                   |                                   |                                  |                                   |
| 41             | Traperzy                          | Traperzy                          | The Trappers                     | Les trappeurs                     |
|                |                                   |                                   |                                  |                                   |
| 42             | Duchy Daltonów                    | Całkiem żywi Daltonowie           | The Undead Daltons               | Les Dalton fantômes               |
|                |                                   |                                   |                                  |                                   |
| 43             | Decydujący świadek                | Dorwać świadka                    | Can I Get A Witness              | Témoin à charge                   |
|                |                                   |                                   |                                  |                                   |
| 44             | Dalton Junior                     | Dalton Junior                     | Dalton Junior                    | Dalton junior                     |
|                |                                   |                                   |                                  |                                   |
| 45             | Powrót Liki Liki                  | Liki Liki powraca                 | The Return Of Liki Liki          | Le retour de Liki Liki            |
|                |                                   |                                   |                                  |                                   |
| 46             | Talizman Schnozzolów              | Talizman plemienia Schnozzoli     | The Talisman Of The Schnozzolas  | Le talisman des Grands-Nez        |
|                |                                   |                                   |                                  |                                   |
| 47             | Zemsta Daltonów                   | Zemsta Daltonów                   | The Daltons’ Revenge             | La vengeance des Dalton           |
|                |                                   |                                   |                                  |                                   |
| 48             | Daltonowie kontra Billy Kid       | Daltonowie kontra Billy Kid       | The Daltons Versus Billy The Kid | Les Dalton contre Billy the Kid   |
|                |                                   |                                   |                                  |                                   |
| 49             | Daltonowie strzelają gafę         | Wpadka Daltonów                   | The Daltons Pull A Boner         | Un os pour les Dalton             |
|                |                                   |                                   |                                  |                                   |
| 50             | Daltonowie w mundurach            | Daltonowie w mundurach            | The Daltons In Uniform           | Soldats Dalton                    |
|                |                                   |                                   |                                  |                                   |
| 51             | Nauczyciel                        | Nauczyciel                        | The SchoolMaster                 | Le maître d’école                 |
|                |                                   |                                   |                                  |                                   |
| 52             | Sekwojowa zatoka                  | Zatoka Sekwoi                     | Sequoia Bay                      | Sequoia Bay                       |
|                |                                   |                                   |                                  |                                   |

## Międzynarodowa emisja
| Kraj    | Stacja                                                | Tytuł                                 |
| ------- | ----------------------------------------------------- | ------------------------------------- |
| Czechy  | Fox Kids/Jetix                                        | Šťastný Luk                           |
| Francja | Fox Kids/Jetix France 2 France 3 Télétoon Télétoon +1 | Les Nouvelles Aventures de Lucky Luke |
| Niemcy  | Super RTL/Toggo Boomerang Niemcy                      | Lucky Luke - Die neuen Abenteuer      |
| Polska  | Fox Kids/Jetix, teleTOON +, Boomerang                 | Nowe przygody Lucky Luke’a            |

## Autentyczne postacie
- Ulysses Simpson Grant
- George Custer
- Billy Kid
- Lola Montez
- Calamity Jane
- John Ford
- Bracia Lumière
- Buffalo Bill
- Napoleon III Bonaparte
- Aleksander II Romanow
- William H. Seward